# Malowanie proszkowe

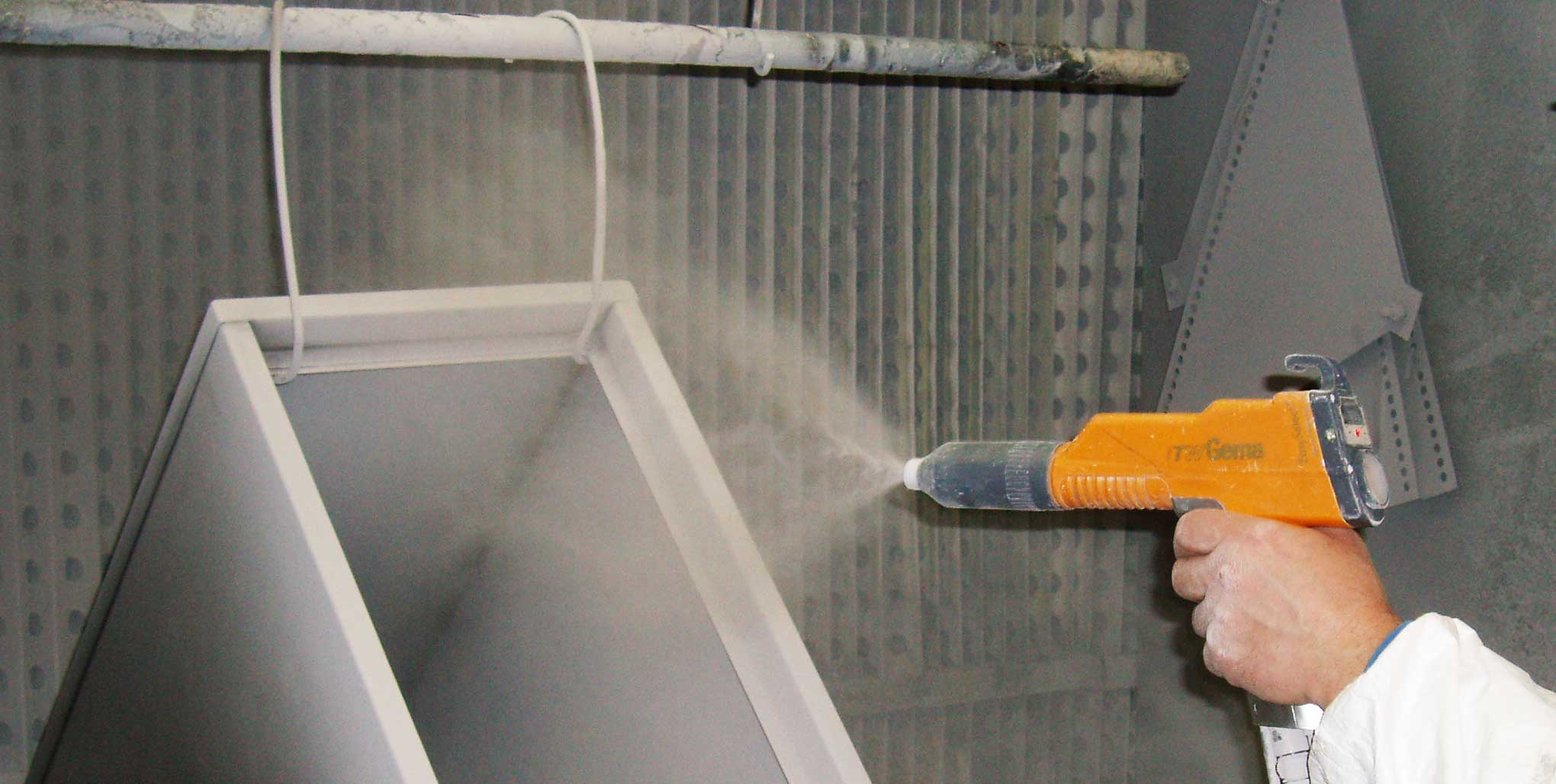
Malowanie proszkowe podwieszonego elementu

Malowanie proszkowe – polega na nakładaniu naelektryzowanych cząstek (20–100 μm) farby proszkowej na powierzchnię przewodzącą np. metalu. Osadzona warstwa proszku utrzymuje się na powierzchni malowanego detalu dzięki siłom elektrostatycznym. 
W malowaniu proszkowym stosuje się dwie podstawowe techniki elektryzacji i nakładania farby proszkowej: 
- natrysk elektrostatyczny – metoda wysokonapięciowa 40–100 kV, potocznie zwana „koroną”
- natrysk elektrokinetyczny – metoda triboelektryzacji, tarciowa, zwana „tribo”

Następnie pokryte farbą elementy są nagrzewane do temperatury 140–200 °C, w rezultacie czego proszek ulega stopieniu i polimeryzacji. Uzyskana powłoka lakiernicza jest odporna na korozję, chemikalia, wysoką temperaturę i uszkodzenia mechaniczne.
Podstawowe zalety malowania proszkowego:
- brak emisji rozpuszczalników i rozcieńczalników do środowiska
- prawie 100% wykorzystanie materiału malarskiego (możliwość odzysku nieosadzonych cząstek proszku)
- znaczne oszczędności energetyczne dzięki możliwości stosowania zamkniętych układów wentylacji
- otrzymywane powłoki dzięki swojej grubości (zwykle 60–80 μm) znakomicie maskują niedokładności obróbki mechanicznej
- zabezpieczenie antykorozyjne pokrytych materiałów